# Thallostoma eurygrapha
Thallostoma eurygrapha är en fjärilsart som beskrevs av Edward Meyrick 1913. Thallostoma eurygrapha ingår i släktet Thallostoma och familjen äkta malar. Inga underarter finns listade i Catalogue of Life.